# بريكدانس (ألعاب الملاهي)

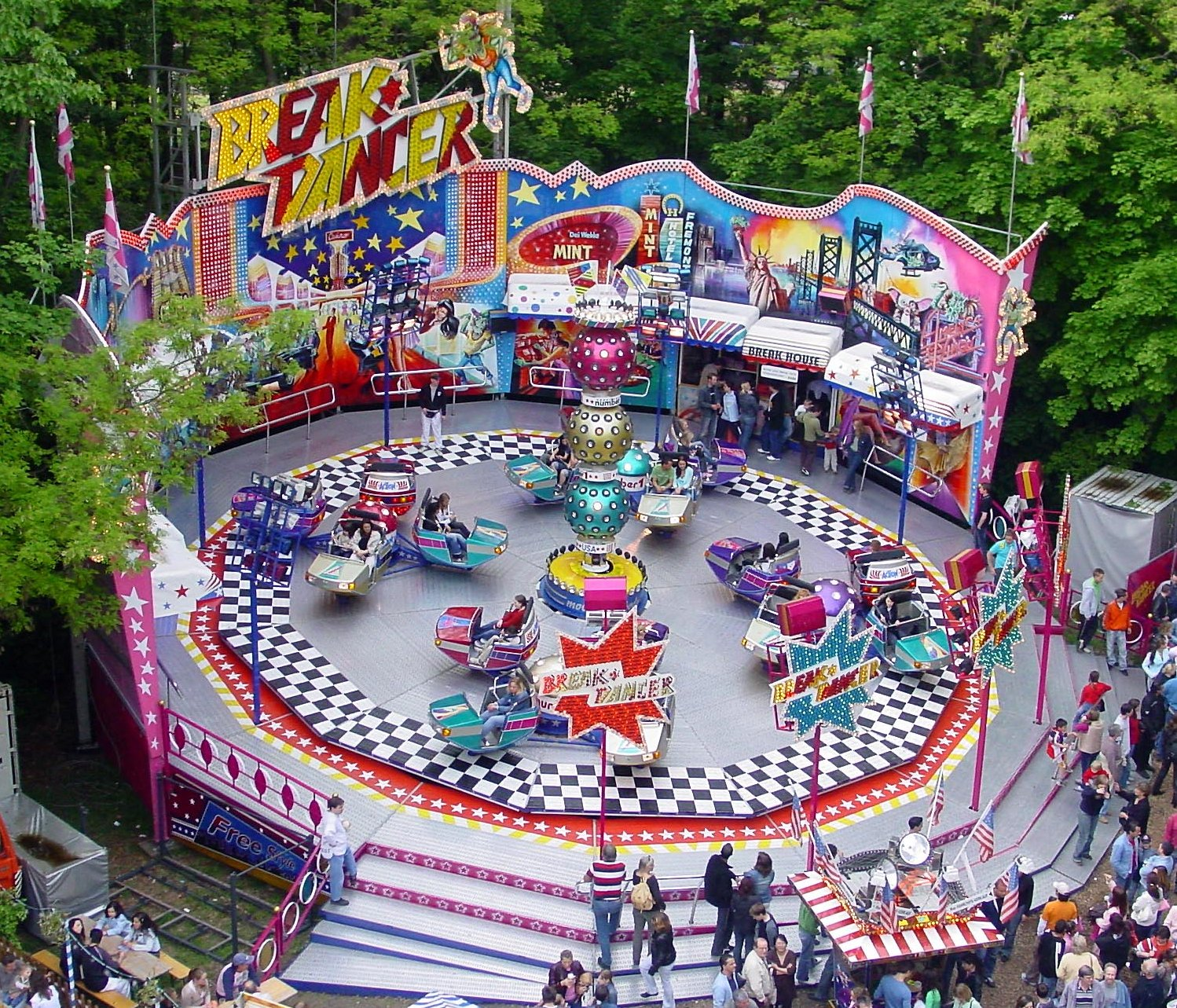
لعبة بريكدانس في فرانكفورت في ألمانيا

بريكدانس (بالإنجليزية: Breakdance)‏ وتعرف أيضاً باسم كرايزي دانس (بالإنجليزية: Crazy Dance)‏ هي لعبة ترفيه تم اختراعها في سنة 1985 في مدينة ملاهي هوس في بريمن في ألمانيا وسرعان ما إنتشرت هذه اللعبة في العالم. تتميز هذه اللعبة بصعود ونزول المركبات السريع على إيقاعات الموسيقى.